# Hünstetten
Hünstetten település Németországban, Hessen tartományban. Lakosainak száma 10 405 fő (2023. december 31.). Hünstetten Taunusstein, Hohenstein (Untertaunus), Aarbergen és Idstein községekkel határos.

## Népesség
A település népességének változása:
| Lakosok száma | 10 475 | 10 487 | 10 455 | 10 496 | 10 405 |
|               | 2017   | 2019   | 2021   | 2022   | 2023   |